# Incus Records
Incus Records ist ein unabhängiges Plattenlabel, das sich auf frei improvisierte Musik spezialisiert hat. Der 1970 von Evan Parker, Tony Oxley, Derek Bailey und Geldgeber Michael Walters in London gegründete Verlag veröffentlichte zunächst Schallplatten der ersten Generation des britischen Free Jazz – dabei neben den Tonträgern der Gründer auch Aufnahmen der  Improvisationstreffen, die ab 1976 um Bailey unter dem Namen Company stattfanden, und Werke von Kenny Wheeler, Howard Riley, Steve Beresford, des Spontaneous Music Ensemble oder AMM. Das Label wurde bis Mitte der 1980er Jahre von Parker und Bailey fortgeführt. In den letzten Lebensjahren Baileys betrieb dieser Incus gemeinsam mit Karen Brookman. Nun wurden auch Improvisationen von Musikern wie John Zorn, Eugene Chadbourne, Mats Gustafsson, Jim O’Rourke, George E. Lewis und Bertram Turetzky auf CD veröffentlicht. Seit Baileys Tod 2005 ruhte das Label, um ab 2009 (nun auch mit DVDs) weitergeführt zu werden. 